# Gölbaşı, Aslanapa
Gölbaşı là một xã thuộc huyện Aslanapa, tỉnh Kütahya, Thổ Nhĩ Kỳ. Dân số thời điểm năm 2008 là 66 người.